# 羅晴
羅晴（1988年12月10日—），女，台灣作家、歌手、詩人、創業家、作詞人，有女人我最大雜誌、TVBS網站T博客個人專欄【瑞士人妻看世界】，常在香格里拉大飯店等固定演出。曾獲臺北文學獎新詩首獎、超級偶像第7名，現為可圈娛樂旗下藝人，同時也是創業家，創辦FitMeSo.com網路訂製及寫憶文化創意。著有個人詩集《＃星期二的詩》。
在2009年參加由台視所舉辦的歌唱選秀節目超級偶像第四屆，為本屆七強成員之一，在2010年4月10日本屆十強決定賽中獲選為當集MVP，並獲得7-WATCH雜誌專訪，於2010年6月12日誰是第七名的比賽當中成為該屆第七強。

### 著作
- 2016年5月10日發行詩歌集《#星期二的詩》（手寫字明信片書）

### 專欄
- 女人我最大雜誌，TVBST博客個人專欄【瑞士人妻看世界】

### 作品
- 大陸電視劇片頭片尾曲御用作詞人

在大陸發表作詞作品有：
換不回的夢（劇名：完美新娘）、蝴蝶（劇名：淚灑女人花）、碧血江山（劇名：我的抗戰）、風雪英雄（劇名：我的抗戰）、永遠的春天（劇名：鐵血獨立營）、紅高粱（劇名：兄弟們上）、花淚（劇名：封神英雄榜）、天壤之別（劇名：八仙前傳）、紅舞紗（尚未播出）、等十餘首族繁不及備載
- 文章時現報章雜誌，如

天下雜誌：「我的歐洲家庭給我的震撼教育」、聯合報：「遠離桃花源」、「歌唱新秀的華麗冒險」、「誰來向警察道歉」、「一種味道的隕落」等族繁不及備載

### EP
- 2010年12月12日　《如果》限量EP（傷停時間電影主題曲）

### 專輯
- 2017年1月15日　個人首張全創作專輯《LO V.1.》

### 比賽經歷
- 台大新生盃歌唱比賽 冠軍
- 北一女中民歌比賽重唱組 冠軍
- 台北文學獎 青春組 新詩 首獎
- 木柵國中歌唱比賽蟬聯兩屆冠軍
- 超級偶像第四屆第七名
- 第二屆海峽兩岸電視主持新人大賽電視主持新人獎
- 2010第6屆華研國際音樂詞曲創作大賽入圍作曲組前十強
- 2011音樂金鐘 流行音樂大賽 台北賽區組合組 優秀選手

### 代言
- 第一屆台灣大學哲學桂冠獎代言人
- 新北市愛護流浪動物大使

### 超級偶像第四屆比賽成績
| 播出日期   | 演唱歌曲                                 | 分數               | 備註                                 |
| ---------- | ---------------------------------------- | ------------------ | ------------------------------------ |
| 2009/11/14 | 紅豆／王菲                               | 過關               | 【聲嘶力竭拼過關】30強資格賽II       |
| 2009/12/05 | 愛上你只是我的錯／楊乃文                 | 5：0 勝 鄭伊婷     | 【19人大逃殺】30強決定賽             |
| 2009/12/26 | 橄欖樹／齊豫                             | 41.5分 敗 曾昱嘉   | 【男女捉對廝殺】30取26強淘汰賽(上)   |
| 2010/01/02 | 愛情電影(與張慈元合唱)／許茹芸、熊天平   | 41.8分             | 【亦敵亦友誰要走】26取24強淘汰賽     |
| 2010/01/09 | 矜持／王菲                               | 41.7分             | 【我唱好歌你下載】24取22強淘汰賽     |
| 2010/01/16 | Proud of you／馮曦妤                     | 42.1分             | 【Cosplay角色扮演】22取21強淘汰賽    |
| 2010/01/23 | 第一個清晨／王力宏                       | 42.0分             | 【男歌女唱．女歌男唱】21取20強淘汰賽 |
| 2010/01/30 | Fly me to the moon／Frank Sinatra        | 42.2分             | 【我用魅力迷惑你】20取19強淘汰賽     |
| 2010/02/06 | 崇拜／梁靜茹                             | 41.3分             | 【挑戰學長姊高標】19取18強淘汰賽     |
| 2010/02/20 | Can' take my eyes off you／Frankie Valli | 41.5分             | 【活動演出歌曲】18取17強淘汰賽       |
| 2010/02/27 | 我給的愛／楊乃文                         | 41.7分             | 【刻骨銘心的愛】17取16強淘汰賽       |
| 2010/03/06 | 不得不愛(與林威良合唱)／潘瑋柏、弦子     | 42.1分             | 【學長姐助我拚高分】16取15強淘汰賽   |
| 2010/03/13 | Sometimes when we touch／Dan Hill        | 41.7分 勝 李鑑軒   | 【戰友相殘誰離開】15取14強淘汰賽     |
| 2010/03/20 | 夢不到你／黃鶯鶯                         | 41.9分 勝 趙太祥   | 【新古典音樂會】14取13強淘汰賽       |
| 2010/03/27 | 夢田／齊豫                               | 41.4分             | 【舞動肢體大突破】13取12強淘汰賽     |
| 2010/04/03 | 我要的幸福／孫燕姿                       | 41.8分             | 【徹底宣洩給你聽】12取11強淘汰賽     |
| 2010/04/10 | Promise me／Beverley Craven              | 42.9分             | 【說出心中的秘密】十強決定賽         |
| 2010/04/17 | 櫻花紛飛時／中島美嘉                     | 41.9分             | 【十強吸睛大改造】個人演唱會爭奪戰   |
| 2010/04/24 | 第一百零一個答案／江美琪                 | 42.3分 敗 飛林兄弟 | 【熱力四射PK賽】10取9強淘汰賽        |
| 2010/05/01 | Angel／Sarah McLaclan                    | 42.7分 敗 曾昱嘉   | 【情感滿分PK賽】九強決定賽           |
| 2010/05/08 | 夢不落／孫燕姿                           | 42.3分 勝 吳汶芳   | 【火力全開來開趴】9取8強淘汰賽       |
| 2010/05/15 | Journey／Corrinne May                    | 42.9分 敗 陳以岫   | 【唱出你的都會心情】八強決定賽       |
| 2010/05/22 | 我不會飛／張玉華                         | 43.0分             | 【快慢雙重考驗】八強高壓賽(快歌)     |
| 2010/05/22 | 隱形紀念／蔡淳佳                         | 42.3分             | 【快慢雙重考驗】八強高壓賽(慢歌)     |
| 2010/05/29 | 寫一首歌／順子                           | 42.7分 勝 Hit-5    | 【強敵踢館我不怕】七強決定賽         |
| 2010/06/05 | Silent all these years／Tori Amos        | 42.7分 勝 陳德瑋   | 【指名踢館我心驚】六強決定賽         |
| 2010/06/12 | Beauty／王心凌                           | 42.1分 敗 王雅婷   | 【三屆菁英凶猛踢館】誰是第七名       |

### 超級偶像第五屆比賽踢館成績
| 首播日期   | 節目主題                     | 演唱歌曲     | 原唱     | 詞／曲         | 得分                |
| 2011/01/22 | 10取9強淘汰賽 學長姐指名踢館 | 女爵         | 楊乃文   | 詞／曲：吳青峰 | 42.2分 敗(PK李寶龍) |
| 2011/01/29 | 九強決定賽 仇舊恨終極對決    | 我的歌我的心 | 優客李林 | 詞／曲：詹兆源 | 42分 敗(PK李寶龍)   |

### 音樂錄影帶
| 年份 | 歌名                              | 導演   | 主演           |
| ---- | --------------------------------- | ------ | -------------- |
| 2017 | 《難得 （页面存档备份，存于）》   | 鄧皓元 | 藍雅芸、范憶雯 |
| 2017 | 《Runway （页面存档备份，存于）》 | 鄧皓元 |                |

## 外部連結
- 羅晴的Facebook專頁
- 羅晴的新浪微博
- 羅晴博客 - TVBS官網

| 前任： 張誠菡 | 超級偶像第七名 2009年11月7日-2010年7月17日 | 繼任： 翁詩耀 |